# Blondie (album)
Blondie – debiutancki album zespołu Blondie wydany przez wytwórnie: Private Stock Records oraz Chrysalis Records w grudniu 1976. Nagrań dokonano na przełomie sierpnia i września 1976 w nowojorskim Plaza Sound Studios. Reedycja CD z 2001 zawiera pięć dodatkowych utworów.

## Lista utworów
1. "X-Offender" (D. Harry, G. Valentine) – 3:14
2. "Little Girl Lies" (D. Harry) – 2:07
3. "In the Flesh" (D. Harry, C. Stein) – 2:33
4. "Look Good in Blue" (J. Destri) – 2:55
5. "In the Sun" (C. Stein) – 2:39
6. "A Shark in Jet's Clothing" (J. Destri) – 3:39
7. "Man Overboard" (D. Harry) – 3:22
8. "Rip Her to Shreds" (D. Harry, C. Stein) – 3:22
9. "Rifle Range" (C. Stein, R. Toast) – 3:41
10. "Kung-Fu Girls" (J. Destri, D. Harry, G. Valentine) – 2:33
11. "The Attack of the Giant Ants" (C. Stein) – 3:34

reedycja 2001
1. "Out in the Streets (Original Instant Records demo)" (J. Barry, E. Greenwich) – 2:20
2. "The Thin Line (Original Instant Records Demo)" (D. Harry, C. Stein) – 2:16
3. "Platinum Blonde (Original Instant Records Demo)" (D. Harry) – 2:12
4. "X Offender (Original Private Stock Single Version)" (D. Harry, G. Valentine) – 3:13
5. "In the Sun (Original Private Stock Single Version)" (C. Stein) – 2:38

## Skład
- Deborah Harry – śpiew
- Chris Stein – gitara, (gitara basowa w "X Offender")
- Gary Valentine – gitara basowa, (gitara "X Offender")
- James Destri – instr. klawiszowe
- Clement Burke – perkusja

gościnnie
- Ellie Greenwich – dalszy śpiew w "In the Flesh" i "Man Overboard"
- Micki Harris – dalszy śpiew w "In the Flesh" i "Man Overboard"
- Hilda Harris – dalszy śpiew w "In the Flesh" i "Man Overboard"

produkcja
- Richard Gottehrer – producent
- Craig Leon – producent ("X Offender", "In the Sun"), remix
- Rob Freeman – inżynier dźwięku
- Don Hunerberg – asystent inżyniera dźwięku
- Greg Calbi – mastering
- Kevin Flaherty – produkcja (2001)
- Alan Betrock – produkcja "Out in the Streets", "The Thin Line" i "Platinum Blonde"